# Geulhaven
De Geulhaven is een haven in het Botlek-gebied in Rotterdam. Vlak bij is het Nautisch Dienstencentrum Botlek gevestigd.